# Ligue européenne féminine de volley-ball 2022
La Ligue européenne féminine de volley-ball 2022 est la 13e édition de la Ligue d'or et la 4e édition de la Ligue d'argent. Organisée par la CEV, elle se déroule du 24 mai au 19 juin 2022 pour la 1re division et du 25 mai au 2 juillet 2022 pour la division inférieure.

## Ligue d'or européenne 2022
Navigation
2021 2023

### Sélections participantes
| Pays                 | Participation | Meilleur résultat |
| -------------------- | ------------- | ----------------- |
| Azerbaïdjan          | -             | (2016)            |
| Biélorussie          | -             | (2019)            |
| Bosnie-Herzégovine P | 1re           | Néant             |
| Bulgarie T           | -             | (2018, 2021)      |
| Croatie              | 5e            | (2019, 2021)      |
| Espagne              | 11e           | (2017, 2021)      |
| France               | 9e            | 4e (2009)         |
| Hongrie              | 9e            | (2015)            |
| Roumanie             | 8e            | 4e (2013)         |
| Slovaquie            | 6e            | (2016)            |
| Tchéquie             | 6e            | (2012, 2019)      |
| Ukraine              | 5e            | (2017)            |

| Légende - T : Tenant du titre - P : Équipe promue |

### Format de la compétition
Les 9 sélections qui participent au tournoi sont réparties en 3 groupes de 3 équipes et s'affrontent à domicile et à l'extérieur lors d'un tournoi toutes rondes. Les vainqueurs de chaque groupe ainsi que le meilleur deuxième accèdent à la phase finale. La meilleure équipe du tour préliminaire rencontre le meilleur deuxième, et l'équipe classée deuxième joue celle classée troisième. La sélection vainqueure de la compétition se qualifie pour la Challenger Cup 2022 (avec l'équipe ayant le meilleur classement CEV), afin de disputer une qualification pour la Ligue des nations 2023. L'équipe classée dernière est reléguée en Ligue d'argent européenne 2023,,.
Initialement programmée en Ukraine, la phase finale est délocalisée — en raison du conflit russo-ukrainien — et se tient pour les demi-finales dans les 2 pays des 2 meilleures équipes du tour préliminaire. La meilleure sélection du 1er tour accueille également la finale.

### Composition des groupes
Les équipes sont réparties dans les poules avec le système en serpentin (en), en fonction du classement CEV de septembre 2021.
| Poule A                 | Poule B          | Poule C          |
| ----------------------- | ---------------- | ---------------- |
| Bulgarie (4)            | Croatie (9)      | Azerbaïdjan (11) |
| France (14)             | Slovaquie (13)   | Ukraine (12)     |
| Espagne (15)            | Biélorussie (16) | Roumanie (16)    |
| Bosnie-Herzégovine (24) | Tchéquie (21)    | Hongrie (18)     |

### Critères de départage
Le classement général se fait de la façon suivante :
1. plus grand nombre de victoires ;
2. plus grand nombre de points ;
3. plus grand ratio de sets pour/contre ;
4. plus grand ratio de points pour/contre ;
5. Résultat de la confrontation directe ;
6. si, après l’application des critères 1 à 5, plusieurs équipes sont toujours à égalité, les critères 1 à 5 sont à nouveau appliqués exclusivement aux matches entre les équipes concernées afin de déterminer leur classement final.

### Légende du classement
Rappel – Une équipe marque :
- 3 points pour une victoire sans tie-break (colonne G) ;
- 2 points pour une victoire au tie-break (Gt) ;
- 1 point pour une défaite au tie-break (Pt) ;
- 0 point pour une défaite sans tie-break (P) ;

### Tour préliminaire

#### Poule A
Classement
| # | Équipe             | Pts | J | G | Gt | Pt | P | Sp | Sc | Ratio | Pp  | Pc  | Ratio |
| 1 | France             | 12  | 4 | 4 | 0  | 0  | 0 | 12 | 2  | 6     | 340 | 269 | 1.264 |
| 2 | Bosnie-Herzégovine | 3   | 4 | 1 | 0  | 0  | 3 | 6  | 9  | 0.667 | 337 | 345 | 0.977 |
| 3 | Espagne            | 3   | 4 | 1 | 0  | 0  | 3 | 3  | 10 | 0.3   | 258 | 321 | 0.804 |

* Les horaires des rencontres sont indiquées en heure locale.
L'équipe de France se qualifie pour les demi-finales avant le dernier match de la poule A. Avec 4 victoires en autant de matchs joués, elle termine meilleure équipe du 1er tour devant la Tchéquie et gagne le droit de recevoir lors de la phase finale (demi-finale + éventuelle finale).

#### Poule B
Classement
| # | Équipe    | Pts | J | G | Gt | Pt | P | Sp | Sc | Ratio | Pp  | Pc  | Ratio |
| 1 | Tchéquie  | 9   | 4 | 3 | 0  | 0  | 1 | 10 | 5  | 2     | 351 | 315 | 1.114 |
| 2 | Croatie   | 8   | 4 | 2 | 1  | 0  | 1 | 9  | 6  | 1.5   | 332 | 325 | 1.022 |
| 3 | Slovaquie | 1   | 4 | 0 | 0  | 1  | 3 | 4  | 12 | 0.333 | 338 | 381 | 0.887 |

* Les horaires des rencontres sont indiquées en heure locale.
La Tchéquie est qualifiée pour la phase finale avant le dernier match de la poule B. Les Tchèques reçoivent lors de la demi-finale. Grâce à sa victoire lors du dernier match face la Tchéquie (3-1), la Croatie se qualifie en terminant meilleure deuxième du 1er tour et se déplace lors de la demi-finale.

#### Poule C
Classement
| # | Équipe   | Pts | J | G | Gt | Pt | P | Sp | Sc | Ratio | Pp  | Pc  | Ratio |
| 1 | Roumanie | 7   | 4 | 1 | 2  | 0  | 1 | 10 | 7  | 1.429 | 369 | 351 | 1.051 |
| 2 | Ukraine  | 8   | 4 | 2 | 0  | 2  | 0 | 10 | 8  | 1.25  | 394 | 362 | 1.088 |
| 3 | Hongrie  | 3   | 4 | 0 | 1  | 1  | 2 | 6  | 11 | 0.545 | 337 | 387 | 0.871 |

* Les horaires des rencontres sont indiquées en heure locale.
L'équipe de Roumanie se qualifie pour la phase finale en tant que première de la poule C, grâce à son plus grand nombre de victoires (3) vis-à-vis de l'Ukraine (2).

#### Meilleur deuxième
Classement
| # | Équipe             | Pts | J | G | Gt | Pt | P | Sp | Sc | Ratio | Pp  | Pc  | Ratio |
| 1 | Croatie            | 8   | 4 | 2 | 1  | 0  | 1 | 9  | 6  | 1.5   | 332 | 325 | 1.022 |
| 2 | Ukraine            | 8   | 4 | 2 | 0  | 2  | 0 | 10 | 8  | 1.25  | 394 | 362 | 1.088 |
| 3 | Bosnie-Herzégovine | 3   | 4 | 1 | 0  | 0  | 3 | 6  | 9  | 0.667 | 337 | 345 | 0.977 |

### Phase finale
- Lieux : 
 Orléans, Palais des sports
 Prostějov, Sport Centrum
- Fuseau horaire : 
UTC+02:00 (CEST)

La phase finale est programmée du 16 au 19 juin 2022.
|  | Demi-finales        | Demi-finales      |        |   | Finale            | Finale            |
|  | Demi-finales        | Demi-finales      |        |   | Finale            | Finale            |
|  |                     |                   |        |   |                   |                   |
|  | 16 juin - Orléans   | 16 juin - Orléans |        |   | 19 juin - Orléans | 19 juin - Orléans |
|  | 16 juin - Orléans   | 16 juin - Orléans |        |   | 19 juin - Orléans | 19 juin - Orléans |
|  | France              | 3                 |        |   | 19 juin - Orléans | 19 juin - Orléans |
|  | France              | 3                 |        |   | 19 juin - Orléans | 19 juin - Orléans |
|  | Croatie             | 0                 |        |   | 19 juin - Orléans | 19 juin - Orléans |
|  | Croatie             | 0                 | France | 3 |                   |                   |
|  | 16 juin - Prostějov |                   | France | 3 |                   |                   |
|  |                     | Tchéquie          | 0      |   |                   |                   |
|  | Tchéquie            | Tchéquie          | 0      | 3 |                   |                   |
|  | Tchéquie            |                   |        | 3 |                   |                   |
|  | Roumanie            | 2                 |        |   |                   |                   |
|  | Roumanie            | 2                 |        |   |                   |                   |

#### Finale
Pour sa neuvième participation à la compétition, l'équipe de France remporte son premier titre lors de la finale disputée à domicile.

### Classement final
| Place              | Équipe             |
| ------------------ | ------------------ |
| Médaille d'or      | France             |
| Médaille d'argent  | Tchéquie           |
| Médaille de bronze | Roumanie           |
| Médaille de bronze | Croatie            |
| 5                  | Ukraine            |
| 6                  | Bosnie-Herzégovine |
| 7                  | Hongrie            |
| 8                  | Espagne            |
| 9                  | Slovaquie          |

| Meilleure joueuse        | Lucille Gicquel   |
| Meilleure marqueuse      | Lucille Gicquel   |
| Meilleure serveuse       | Veronika Trnková  |
| Meilleure réceptionneuse | Milica Ivković    |
| Meilleure bloqueuse      | Veronika Trnková  |
| Meilleure attaquante     | Martina Samadan   |
| Meilleure passeuse       | Nina Stojiljkovic |

## Ligue d'argent européenne 2022
Navigation
2021 2023

### Sélections participantes
| Pays       | Participation | Meilleur résultat |
| ---------- | ------------- | ----------------- |
| Estonie    | 4e            | 4e (2018)         |
| Luxembourg | 2e            | 7e (2021)         |
| Portugal   | 3e            | 4e (2021)         |
| Slovénie   | 3e            | (2019)            |
| Suède      | 2e            | (2018)            |

### Format de la compétition
Les 5 sélections participantes se rencontrent lors d'un mini-championnat en phase aller-retour. Les 2 équipes les mieux classées se qualifient pour la finale. Cette dernière se dispute en un match simple sur le terrain de l'équipe arrivant en tête à l'issue du tour préliminaire. La sélection vainqueure se qualifie pour la Ligue d'or européenne 2023,,.

### Composition du groupe
Entre parenthèses : le classement CEV de septembre 2021.
| Poule A         |
| --------------- |
| Slovénie (23)   |
| Suède (25)      |
| Portugal (26)   |
| Estonie (27)    |
| Luxembourg (39) |

### Critères de départage
Le classement général se fait de la façon suivante :
1. plus grand nombre de victoires ;
2. plus grand nombre de points marqués ;
3. plus grand ratio de sets pour/contre ;
4. plus grand ratio de points pour/contre ;
5. Résultat de la confrontation directe ;
6. si, après l’application des critères 1 à 5, plusieurs équipes sont toujours à égalité, les critères 1 à 5 sont à nouveau appliqués exclusivement aux matches entre les équipes concernées afin de déterminer leur classement final.

### Légende du classement
Rappel – Une équipe marque :
- 3 points pour une victoire sans tie-break (colonne G) ;

- 2 points pour une victoire au tie-break (Gt) ;

- 1 point pour une défaite au tie-break (Pt) ;

- 0 point pour une défaite sans tie-break (P) ;

### Tour préliminaire

#### Poule A
Classement
| # | Équipe     | Pts | J | G | Gt | Pt | P | Sp | Sc | Ratio | Pp  | Pc  | Ratio |
| 1 | Suède      | 20  | 8 | 5 | 2  | 1  | 0 | 23 | 7  | 3.286 | 712 | 552 | 1.29  |
| 2 | Portugal   | 17  | 8 | 4 | 2  | 1  | 1 | 21 | 11 | 1.909 | 745 | 652 | 1.143 |
| 3 | Slovénie   | 12  | 8 | 3 | 1  | 1  | 3 | 14 | 15 | 0.933 | 612 | 632 | 0.968 |
| 4 | Estonie    | 11  | 8 | 2 | 1  | 3  | 2 | 16 | 17 | 0.941 | 706 | 715 | 0.987 |
| 5 | Luxembourg | 0   | 8 | 0 | 0  | 0  | 8 | 0  | 24 | 0     | 376 | 600 | 0.627 |

* Les horaires des rencontres sont indiquées en heure locale.

### Phase finale
- Lieu :  Lund, Lunds Idrottshall
- Fuseau horaire : UTC+02:00 (CEST)
- Affluence : 1 712

La phase finale est programmée le 2 juillet 2022.

#### Finale
La Suède remporte à domicile son deuxième titre dans cette division après l'édition 2018.

### Classement final
| Place              | Équipe     |
| ------------------ | ---------- |
| Médaille d'or      | Suède      |
| Médaille d'argent  | Portugal   |
| Médaille de bronze | Slovénie   |
| 4                  | Estonie    |
| 5                  | Luxembourg |

| Meilleure joueuse        | Alexandra Lazic      |
| Meilleure marqueuse      | Isabelle Haak        |
| Meilleure serveuse       | Isabelle Haak        |
| Meilleure réceptionneuse | Joana Resende (sv)   |
| Meilleure bloqueuse      | Carina Moura         |
| Meilleure attaquante     | Isabelle Haak        |
| Meilleure passeuse       | Vilma Andersson (sv) |